# Saratamata
Saratamata is de hoofdplaats van de Vanuatuaanse provincie Penama. De plaats is gelegen aan de oostkust van het eiland Ambae en beschikt over een aantal winkels, een restaurant en een pension.
Saratamata heeft geen eigen luchthaven; de luchthaven van het nabijgelegen Longana wordt doorgaans gebruikt voor vervoer naar de stad. De nationale Vanuatuaanse luchtvaartmaatschappij Air Vanuatu voert er vluchten uit naar Luganville, Maewo, Port Vila, Sara en Walaha (eveneens op Ambae) (situatie augustus 2011).

Isangel · Lakatoro · Luganville · Port Vila · Saratamata · Sola